# Benoît Sinzogan
Benoît Koffi Sinzogan est un officier militaire et un homme politique béninois.

## Biographie
Sinzogan est né le 14 juillet 1930 à Abomey, au Dahomey. Il est membre de l'ethnie Fon, qui a dominé l'armée béninoise (alors connue sous le nom de Dahomey) de 1965 à 1967. Benoît Sinzogan est l'aide du général Christophe Soglo et le commandant du premier bataillon à Cotonou,.

### Ascension
L'ascension de Benoît Sinzogan au pouvoir s'est produite pendant une période de régionalisme intense au Dahomey. Ils[Quoi ?] ont été stimulés par le ressentiment historique partagé par les membres des anciens royaumes d'Abomey, de Porto-Novo, et des tribus désorganisées du nord, ce qui a abouti à la création de trois zones tribales de facto : le Nord, le Sud-est et le Sud-Ouest. Ce régionalisme s'est infiltré dans les forces armées, aggravé par la division des officiers. Hachème est membre de ce que Decalo appelait la clique d'Abomey, qui comprenait également des officiers comme Philippe Aho, Jean-Baptiste Hachème et Benoit Adandejan. Il a été le premier chef du Comité Militaire de Vigilance lors de sa création, le 6 avril 1967, qui a été mis en place pour administrer le régime du président Christophe Soglo. Maurice Kouandété a été établi comme son vice-président. Comme la corruption a commencé à s'infiltrer, le Comité a perdu de sa valeur. Après que Kouandété a usurpé la présidence le 17 décembre, Benoît Sinzogan a été placé en résidence surveillée au camp militaire de Ghezo jusqu'au 19 décembre.

### Carrière politique
Benoît Sinzogan est nommé ministre des Affaires étrangères, son premier poste politique, qu'il occupe jusqu'en juillet 1968,. En septembre, il est nommé à la tête de la police nationale. Il occupe cette fonction jusqu'en août 1970, date à laquelle il se voit confier le poste de président de la gendarmerie. Le 10 décembre 1969, Kouandété organise un nouveau coup d'État contre le président de l'époque, Emile Derlin Zinsou. Un Directoire militaire est créé le 13 décembre pour administrer le Dahomey dans la foulée. Sinzogan en est membre, à la tête des ministères de la Justice, des Affaires étrangères et de l'Éducation. Lorsque Hubert Maga est proclamé chef du Conseil présidentiel le 7 mai 1970, Benoît Sinzogan perd ce poste. Il est juge suppléant du procès militaire convoqué en 1972 pour répondre à une tentative de coup d'État que Kouandété avait tenté de perpétrer. Il a prononcé la peine de mort contre Kouandété et deux de ses compagnons. En octobre, lorsque Mathieu Kérékou a pris le pouvoir par un coup d'État, Sinzogan a été écarté de l'armée et nommé commissaire de la Société nationale de développement de la forêt (S.N.A.F.O.R.). L'universitaire Samuel Decalo a décrit l'homme comme,: 
...trop timide pour organiser un coup d'État dans les années 1960 et 1970, étant "l'un des rares officiers supérieurs du Dahomey à ne pas tenter de le faire...
Il meurt le 11 janvier 2021 à Bohicon.